# Keiji Tamada
Keiji Tamada (玉田 圭司) né le 11 avril 1980, est un footballeur japonais évoluant au poste d'attaquant dans la J-League, il est également international japonais depuis 2004.

## Biographie

### En club
Keiji Tamada fait ses débuts dans la J-League pour Kashiwa Reysol en 1999. Il doit attendre jusqu'en 2002 pour son inscrire son premier but avec le club mais devient un buteur régulier lors des saisons suivantes. 

### En équipe nationale
Keiji Tamada reçoit sa première sélection en équipe du Japon de football en Mars 2004.
Son flair du but apparaît clairement quand il frappe par deux fois lors de la demi-finale et une fois lors de la finale de la Coupe d'Asie des nations en 2004 remportée par la sélection japonaise. Il marque également le but gagnant contre Singapour lors des qualifications de la coupe du monde de FIFA 2006. 
Keiji Tamada participe à la Coupe du monde de football de 2006 avec le Japon. Il marque le but du Japon contre le Brésil lors du premier tour de cette coupe du monde.

## Carrière

### En club
- 1999-déc. 2005 :  Kashiwa Reysol
- jan. 2006-déc. 2014 :  Nagoya Grampus Eight
- jan. 2015-déc. 2016 :  Cerezo Osaka
- depuis jan. 2017 :  Nagoya Grampus Eight

### En équipe nationale
Ses principales participations avec la sélection japonaise sont :
- Participation à la coupe d'Asie en 2004
- Participation aux qualifications de la coupe du monde 2006
- Participation à la coupe des Confédérations en 2005
- Participation à la Coupe du monde de football de 2006 en Allemagne (2 matchs, 1 but)
- Participation à la coupe du monde 2010 en Afrique du Sud

## Palmarès
- Championnat du Japon :
  - Champion en 2010 (Nagoya Grampus)

- Coupe du Japon :
  - Finaliste en 2009 (Nagoya Grampus)

- Supercoupe du Japon :
  - Vainqueur en 2011 (Nagoya Grampus)

- Coupe d'Asie des nations :
  - Vainqueur en 2004 ( Japon).